# Leonardus Dobbelaar
Leonardus Dobbelaar C.M. (Hulst, 4 mei 1942 – Addis Abeba, 21 maart 2008) was een Nederlands geestelijke en bisschop van de Rooms-Katholieke Kerk.
Dobbelaar trad na zijn middelbare school in bij de Lazaristen in Panningen en werd op 20 juni 1969 priester gewijd. 
Op 10 juni 1994 werd Dobbelaar benoemd tot apostolisch vicaris van Nekemte in Ethiopië en tot titulair bisschop van Luperciana. Hij volgde als zodanig Fikre-Mariam Ghemetchu op en was, na Henricus Bomers de tweede Nederlandse Lazarist die deze post bekleedde. Hij ontving op 4 september 1994 zijn bisschopswijding, overigens uit handen van Bomers, die op dat moment bisschop van Haarlem was. Als apostolisch vicaris verzette hij zich tegen de praktijken van vrouwenbesnijdenis.
Dobbelaar overleed, onverwacht, aan de gevolgen van een hartinfarct. Tijdens het Internationaal Eucharistisch Congres, dat later dat jaar in Addis Abeba werd gehouden, werd hij - namens paus Benedictus XVI herdacht door Ivan kardinaal Dias, prefect van de Congregatie voor de Evangelisatie van de Volkeren. Op 23 juli 2009 werd bekend dat een andere Nederlandse Lazarist, Theodorus van Ruijven door de paus was benoemd als opvolger van Dobbelaar.